# San Bernardino Tunnel
San Bernardino Tunnel, Galleria del San Bernardino, Tunnel dal San Bernardin – tunel drogowy zbudowany w latach 1961–1967. Łączy miejscowości Hinterrhein i San Bernardino (gmina Mesocco), w kantonie Gryzonia. Do użytku został oddany 1 grudnia 1967. Tunel jest główną budowlą w obrębie autostrady A13 pomiędzy St. Margrethen i Bellinzoną, pozwala uniknąć przejazdu przez Berhnardinpass.

## Tunel
Tunel łączy wschodnią Szwajcarię z kantonem Ticino i jest drugim co do ważności połączeniem poprzez Alpy w Szwajcarii, zarówno jeśli chodzi o transport towarowy jak i indywidualny. San Bernardino jest tunelem składającym się z pojedynczej tuby, w której odbywa się ruch w obydwu kierunkach, a prędkość maksymalna to 80 km/h.
W momencie projektowania obecne natężenie ruchu nie było możliwe do wyobrażenia. Z dzisiejszego punktu widzenia szerokość drogi kołowej okazała się być niewystarczająca. Systemy wentylacji nie odpowiadały już współczesnym potrzebom, a także nie istniała droga ewakuacyjna i ratunkowa. Z tych powodów w latach 1998–2007 zostały przeprowadzone prace renowacyjne.

## Remont generalny
Wiek obiektu oraz rosnące obciążenie i wzrost ruchu pojazdów wywołały konieczność odnowienia tunelu. Prace remontowe rozpoczęte w roku 1998, zakończone zostały w roku 2007. 22 września 2007 świętowane było zakończenie prac remontowych, połączone z jubileuszem 40-lecia otwarcia tunelu.
W zakresie tego projektu zostały wykonane następujące prace:
- Obniżenie fundamentów kanału centralnego
- Odnowienie systemu odpływu wód (odrębny system) i kanałów technicznych
- Odnowienie urządzeń elektromechanicznych
- Dostosowanie wentylacji (do działania normalnego i w przypadku pożaru) do obecnych wymagań
- Stworzenie drogi ewakuacyjnej i ratunkowej (wyjścia bezpieczeństwa)
- Demontaż i rekonstrukcja poziomu jezdni
- Zastąpienie elementów prefabrykowanych elewacji ścian

Prace renowacyjne prowadzone były bez zamykania ruchu w tunelu. Całościowe koszty wyniosły około 240 milionów franków szwajcarskich (około 150 milionów euro).